# Babanco
Elvis Manuel Monteiro Macedo, legtöbbször egyszerűen csak Babanco (Praia, 1985. július 27. –) zöld-foki labdarúgó, a portugál CD Feirense középpályása.